# Shayari Camarena
Shayari Massiel Camarena (nacida el 13 de octubre de 2003) es una futbolista panameña que juega como delantera en el Tauro FC  de la Liga de Fútbol Femenino de Panamá.

## Trayectoria

### Inicios
Shayari Camarena vive en el Barrio El Ranchón, Chilibre, ubicado al norte del área metropolitana de la Ciudad de Panamá y del centro de la misma ciudad. Allí mismo fue donde empezó a jugar a la pelota a los cinco años en el patio de su casa junto a sus primos.

### Colón C-3 FC
Comenzó a jugar en la Liga de Fútbol Femenino en el 2018 con el Colón C-3 FC disputando la Liga de Fútbol Femenino  de 2018.

### Sporting SM
En el 2019 fue anunciada como nueva jugadora del Sporting SM.

### Tauro FC
En el 2020 fue anunciada como nueva jugadora del Tauro FC. Salió campeona del Torneo Apertura 2021 LFF, de la Superfinal de Liga de Fútbol Femenino de Panamá 2020-21, Torneo Clausura 2021 LFF, de la Liga de Fútbol Femenino 2022 y del Torneo Apertura 2023 LFF.

## Selección nacional

### Categorías inferiores
Fue convocada por la selección sub-17 de Panamá para disputar el Torneo Uncaf sub-16 de 2019. fue convocada por la selección sub-20 de Panamá para disputar el Campeonato Femenino Sub-20 de la Concacaf de 2022. donde disputó 5 partidos y anotó 3 goles.

### Selección absoluta
Su debut con la selección absoluta fue el 9 de abril de 2022 en la victoria 0 a 9 contra Aruba en el FFB Field en Belice. Disputó el Campeonato Femenino de la Concacaf de 2022 donde jugó 2 partidos.

## Clubes
| Club         | País   | Año         |
| ------------ | ------ | ----------- |
| Colón C-3 FC | Panamá | 2018        |
| Sporting SM  | Panamá | 2019        |
| Tauro FC     | Panamá | 2020 - act. |

## Palmarés

### Títulos nacionales
| Título           | Club   | País     | Año     |
| ---------------- | ------ | -------- | ------- |
| Primera División | Panamá | Tauro FC | 2021-A  |
| Superfinal LFF   | Panamá | Tauro FC | 2020-21 |
| Primera División | Panamá | Tauro FC | 2021-C  |
| Primera División | Panamá | Tauro FC | 2022    |
| Primera División | Panamá | Tauro FC | 2023-A  |